# نادي بونتيفيدرا
نادي بونتيفيدرا لكرة القدم هو نادي كرة قدم إسباني يتمركز في بونتيفيدرا، في منطقة غاليسيا، إسبانيا. تأسس في 1941 ويلعب حاليا في الدوري الإسباني الدرجة الثانية ب – المجموعة 1، يستضيف مبارياته في ملعب بازارون البلدي، بسعة 12.000 مقعد.